# Samsung Galaxy S9
Samsung Galaxy S9 và Samsung Galaxy S9+ (gọi tắt là S9 và S9+) là bộ đôi điện thoại thông minh Android của công ty điện tử Samsung Electronics, thuộc dòng S series cao cấp. Hai thiết bị được công bố tại triển lãm di động toàn cầu ở Barcelona, Tây Ban Nha vào ngày 25 tháng 2 năm 2018. Đây là các sản phẩm nối tiếp thế hệ Galaxy S8 và S8+.
Galaxy S9 và S9 + có các tính năng và thiết kế gần giống với dòng sản phẩm S8/S8+, với cùng kích thước hiển thị và tỷ lệ màn hình 18.5:9. Một thay đổi được đánh giá cao để phân biệt giữa S8 và S9 là vị trí của cảm biến vân tay của bộ đôi S9/S9+ được đặt nằm dưới camera chứ không nằm ngang hàng như S8/S8+, thuận tiện hơn cho trải nghiệm người dùng. S9/S9+ có viền màn hình trên dưới mỏng hơn, riêng S9+ sở hữu camera kép ở mặt lưng cùng nhiều cải tiến về chất lượng ảnh.
Bộ đôi S9/S9+ nhìn chung được đánh giá tích cực, xứng đáng với một mẫu máy cao cấp, với camera cải tiến và máy quét vân tay có vị trí tốt hơn. Tuy nhiên, các nhà phê bình vẫn chỉ trích việc thiếu cải tiến về tổng quan thiết kế so với thế hệ tiền nhiệm. 

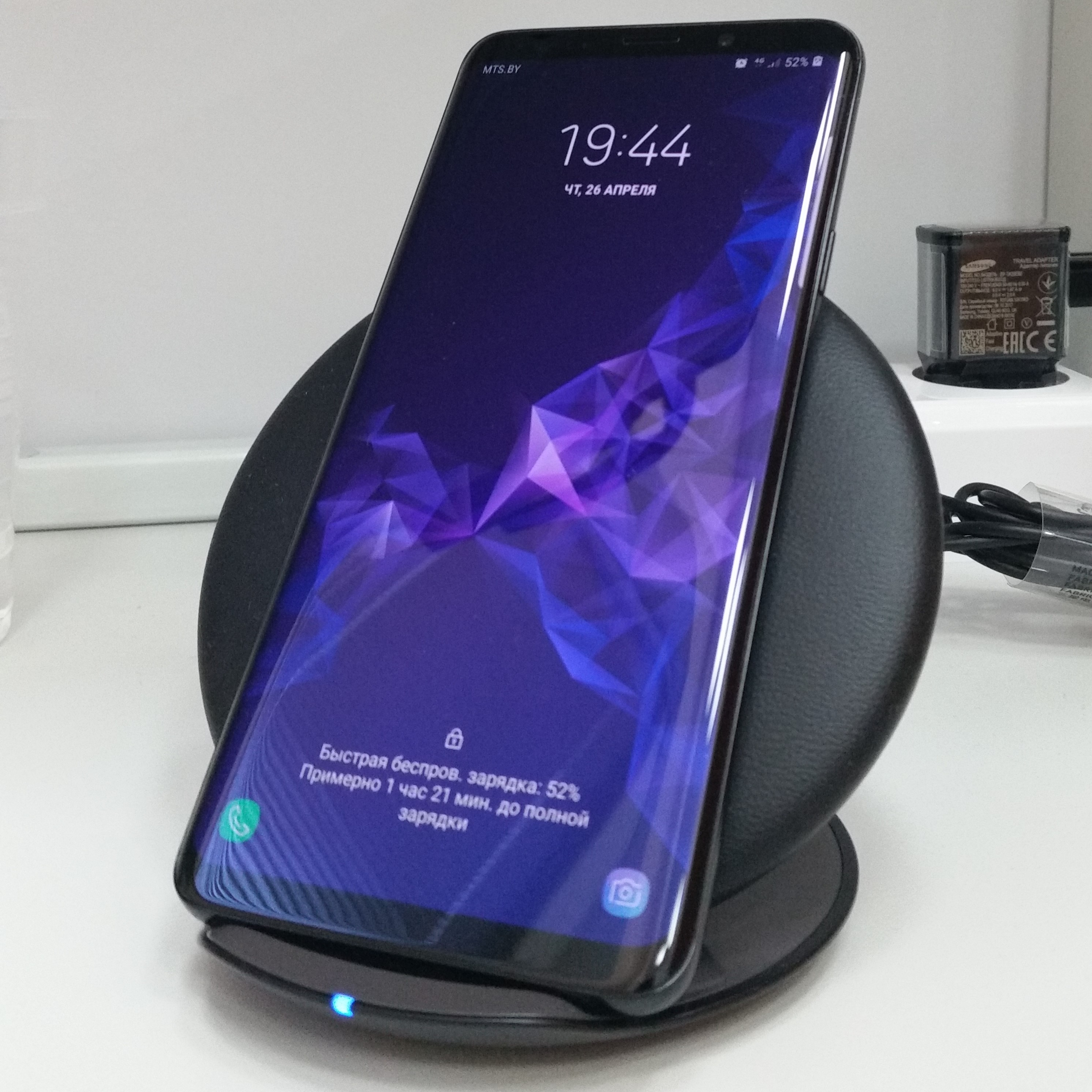
Samsung Galaxy S9+ đang sử dụng đế sạc không dây

Khác với thế hệ S8/S8+ có thêm phiên bản Active. Dự án Galaxy S9 Active đã bị Samsung hủy bỏ.

## Ra mắt
Nhiều tính năng và thay đổi thiết kế về Galaxy S9 đã bị rò rỉ vài tuần trước khi ra mắt chính thức, video ra mắt chính thức đã bị rò rỉ vài giờ trước khi công bố. Ở mặt trước, Galaxy S9 và S9 + trông giống hệt S8 và S8 +
Galaxy S9/S9+ sở hữu hai mặt kính cường lực Gorilla Glass 5 kết hợp với khung nhôm, màn hình Infinity cong tràn 2 cạnh bên, viền trên và dưới vát mỏng hơn so với S8/S8+. Sở hữu chuẩn kháng nước bụi bẩn IP68.
Galaxy S9 sở hữu các tùy chọn màu sắc:, với phiên bản màu Tím Lilac được cho là nổi bật nhất.
- Midnight Black,
- Coral Blue,
- Titanium Gray,
- Lilac Purple,
- Burgundy Red,
- Sunrise Gold,
- Ice Blue.

Galaxy S9+ có thêm màu Polaris Blue.

## Thông số kỹ thuật

### Phần cứng
Bộ đôi đều có màn hình Super AMOLED 1440 x 2960, HDR10, tỷ lệ 18,5: 9. S9 màn hình kích thước 5,8 inch, trong khi S9 + sử dụng màn hình 6,2 inch lớn hơn. Bộ đôi có cảm ứng lực 3D Touch tại vị trí của nút home ảo.
Ở hầu hết các quốc gia, S9 và S9 + đều sử dụng CPU Samsung Exynos 9810 SoC. Các phiên bản được bán ở Hoa Kỳ, Canada, Trung Quốc, Hồng Kông, Nhật Bản và Mỹ Latinh sử dụng CPU Qualcomm Snapdragon 845 SoC thay thế.
S9 đi kèm với 4 GB RAM; S9 + đi kèm với 6 GB RAM. Cả hai thiết bị đều có các tùy chọn lưu trữ là 64, 128 và 256 GB và có tính năng sử dụng thẻ nhớ microSD để mở rộng bộ nhớ lên tối đa 400 GB.
Dung lượng pin giống như sản phẩm tiền nhiệm: 3000 mAh cho S9 và 3500 mAh cho S9 +, sạc nhanh Quick Charge 2.0 15W. S9/S9+ hỗ trợ các tiêu chuẩn sạc không dây Qi của AirFuel Inductor (trước đây là PMA) và Wireless Power Consortium.
Thế hệ S9/S9+ có loa kép stereo, khác với 1 loa ngoài đơn như các thế hệ tiền nhiệm.
Về camera, S9 sở hữu 1 camera sau 12 MP, f/1.5-2.4 có chống rung quang học OIS, S9+ sở hữu cụm camera kép 12MP (1 camera góc rộng và 1 camera tele), có chống rung OIS. Bộ đôi đều có camera selfie kép 8MP và 2MP.

### Phần mềm
Bộ đôi xuất xưởng với phiên bản Android 8.0 (Oreo), hiện nay đã được nâng cấp lên Android 10, giao diện One UI 2.5. Hỗ trợ Samsung DeX với chế độ desktop.